# ブタレ県
ブタレ県（Province de Butare）はルワンダを構成していた12の県のうちの一つ。2006年に、ルワンダの地方行政区分が再編され、南部州に編入された。中心都市はルワンダ第二の都市ブタレ。人口は77,449人（2006年1月現在）。

## 地理
ブタレ県はルワンダ中南部に位置し、南にブルンジとの国境を有する。丘陵地帯ではあるが、ルワンダ北部ほど山が多いわけではない。

## ルワンダ紛争
1994年のルワンダ紛争を調査するルワンダ国際戦犯法廷で、専門家のアンドレ・ギシャワはブタレ県が政府に反乱した地域であったと述べた。ブタレ県はツチ人知事が政権を握る唯一の県であり、大量虐殺には積極的に反対していた。ルワンダ国内では少数派のツチがブタレ県内には多く住んでいるため、県政は強硬派民兵インテラハムウェを編制した開発国民革命運動 (MRND) ではなく、社会民主党 (PSD) が握っていた。1994年4月6日にフツ族のジュベナール・ハビャリマナ大統領が乗っていた飛行機が撃墜し、大統領が死亡したことをきっかけにフツによるツチの大量虐殺（ジェノサイド）が起きたとき、ブタレ県だけはその難を逃れた。多くのツチが虐殺から逃れるためブタレ県に逃げてきた。
平穏は2週間ほど続いた。ブタレで任命式が行われ、ブタレ生まれのテオドール・シンディクブワボが4月19日に臨時大統領に任命された。その後すぐ、ツチのブタレ県知事が逮捕され「死刑」が執行された。次に死刑が執り行われるのは、「ツチの象徴」であったロザリ・ギカンダ女王だと宣言され、民兵のインテラハムウェがキガリからブタレに送られた。その結果、ブタレでの虐殺事件は他の地域に比べ2週間後に発生し、実に22万もの人間が殺された。これはブタレ県の全人口の20%にあたり、他の地域と比べてももっとも高い割合となった。